# ヒッチハイカー (アルバム)
『ヒッチハイカー』（Hitchhiker）は、カナダ／アメリカのシンガー・ソングライター、ニール・ヤングの39枚目のスタジオ・アルバムで、2017年9月8日にリプリーズ・レコードからリリースされた。ヤングの現在進行中のアーカイヴ盤リリース・シリーズの第9弾であり、スペシャル・リリース・シリーズの第1弾でもある。
ヤングとデヴィッド・ブリッグスが共同プロデュースし、ジョン・ハンロンがポストプロダクションを担当したこのアルバムは、1976年8月11日にカリフォルニア州マリブのインディゴ・ランチ・レコーディング・スタジオでレコーディングされた。ヤングはレコーディング後すぐにこのアルバムをリリースするつもりだったが、リプリーズの重役たちは 「これは本当のレコードではなく、デモ集だ」と感じたようで、「ミュージシャンと一緒にバンドでレコーディングするようアドバイスされた」と語っている。
『ヒッチハイカー』に収録されている10曲のうち8曲は、その後30年間に様々なニール・ヤングのスタジオ・アルバムでリリースされたが、そのほとんどはライヴやスタジオでのレコーディングとは異なるヴァージョンだった。このセッションからの3曲（「Captain Kennedy」、「Pocahontas」、「Campaigner」）は、『ヒッチハイカー』に収録されているのとほぼ同じ形でリリースされた。そのうちの2曲（「Hawaii」と「Give Me Strength」）は、このアルバム以前には未発表だった。

## 背景とレコーディング
1975年から1977年にかけて、ヤングとプロデューサーのデヴィッド・ブリッグスは、満月の夜にインディゴ・ランチで定期的にレコーディング・セッションを行っていた。これらのセッションはヤングにとって特に生産的な時期に行われ、「Will to Love」や 「Stringman」といった曲が生まれた。ブリッグスは当時について、「彼は私に向かって、『蛇口をひねってみるよ』と言って、「Powderfinger」、「Pocahontas」、「Out of the Blue」、「Ride My Llama 」が出てきたんだ。2日間、1日だ。ペンと紙を持って座っている話じゃないんだ。ギターを手にして、そこに座って、僕の顔を見て、20分で「Pocahontas」が出てきたんだ」。
このアルバムの収録曲は一晩でレコーディングされた。回顧録『スペシャル・デラックス』の中で、ヤングはこのセッションについてこう語っている：「完全な作品だった、 とはいえ、私はかなり頑固だったし、私の演奏にもそれが表れている......。マリファナやビール、コカインを飲むときだけ中断して、全曲を一列に並べたんだ。ブリッグスはコントロール・ルームにいて、お気に入りのコンソールでライブ・ミキシングをしていた」。この曲の多くは、後にヤングのアルバムに収録されることになる：例えば 「Pocahontas」は『ラスト・ネヴァー・スリープス』に収録されたものと同じテイクでオーバーダブは無しで収録された。「Captain Kennedy」は『タカ派とハト派からほとんど変更なし、「Campaigner」はテスト・プレス盤と『ディケイド」』最初のドイツ盤に収録されたヴァースが追加された編集前の長さで収録されているが、それ以外は変更なし；他の曲は、『アメリカン・スターズン・バーズ』、『カムズ・ア・タイム』、『ラスト・ネヴァー・スリープス』、『ル・ノイズ』に収録されている、。『ヒッチハイカー』には未発表曲も2曲収録されている： 「Hawaii」と「Give Me Strength」で、後者は時折ライブで演奏されている。
KOTO FMのインタビュー（自身のフェイスブックにも投稿された）でヤングは、このセッションはレコーディング後間もなくアルバムとしてリリースされる予定だったが、リプリーズの幹部は感心しなかったと述べている。この音源はリリースにはふさわしくないデモ集に過ぎないと見なされ、レーベルはニールにバックバンドを従えて曲を再録音するよう提案した。

## 評価
| 専門評論家によるレビュー | 専門評論家によるレビュー |
| 総スコア                 | 総スコア                 |
| 出典                     | 評価                     |
| ------------------------ | ------------------------ |
| Metacritic               | 88/100                   |
| レビュー・スコア         |                          |
| 出典                     | 評価                     |
| AllMusic                 | [ 6 ]                    |
| The A.V. Club            | B+                       |
| Pitchfork                | 8.4/10                   |

『ヒッチハイカー』は、現代の音楽批評家から普遍的な称賛を受けた。レビュー集計サイトMetacriticでは、このアルバムは13のレビューに基づいて100点満点中88点の平均点を獲得した。
オールミュージックの5つ星中4つ星のレビューで、編集者のスティーヴン・トマス・アールワインは「『ヒッチハイカー』では、ヤングはまだ悪魔を祓ったのかどうか確信が持てず、その不安がアルバムの心地よい波と流れに十分な複雑さを与えている」と述べている。『A.V.クラブ』誌に寄稿したジョシュ・モデルは、このアルバムにB+の評価を与え、ヤングの実り多き1970年代のソングライティングの 「ファンタスティック」な成果物だと評した。さらにモデルは、「Pocahontas」と 「Powderfinger」の 「赤裸々で親密な」サウンドを賞賛し、「もし樽の底がこれほど良い音なら、（ヤングは）どんどん出すべきだ」と結んでいる。
ピッチフォークの寄稿者であるサム・ソドムスキーもこのアルバムを賞賛し、8.4/10点をつけた。「ヤングの過去、現在、未来が同居する作品群は、突然のヴィジョンや化学的な衝動によって引き裂かれ、書き直される可能性を秘めている。美しく、奇妙で、酔ったような『ヒッチハイカー』は、そんな夜のひとつを私たちに見せてくれる」と書いている。

## 収録曲
情報源:
| #         | タイトル                  | 作詞      | 作曲・編曲 | 収録アルバム（オリジナル）                                                                                               | 時間 |
| --------- | ------------------------- | --------- | ---------- | --- | ---- |
| 1.        | 「Pocahontas」            |           |            | ラスト・ネヴァー・スリープス (1979), with overdubs                                                                       | 3:27 |
| 2.        | 「Powderfinger」          |           |            | ラスト・ネヴァー・スリープス (1979), recorded live with Crazy Horse                                                      | 3:22 |
| 3.        | 「Captain Kennedy」       |           |            | タカ派とハト派 (1980) | 2:51 |
| 4.        | 「Hawaii」                |           |            | previously unreleased | 2:38 |
| 5.        | 「Give Me Strength」      |           |            | previously unreleased | 3:40 |
| 6.        | 「Ride My Llama」         |           |            | ラスト・ネヴァー・スリープス (1979), in a solo live performance                                                          | 1:50 |
| 7.        | 「Hitchhiker」            |           |            | ル・ノイズ (2010), recorded with electric guitar. Some lyrics and part of tune used for "Like an Inca" from Trans (1983) | 4:37 |
| 8.        | 「Campaigner」            |           |            | ディケイド (1977), edited to remove a verse                                                                              | 4:19 |
| 9.        | 「Human Highway」         |           |            | カムズ・ア・タイム (1978), recorded with band                                                                            | 3:16 |
| 10.       | 「The Old Country Waltz」 |           |            | アメリカン・スターズン・バーズ (1977), recorded with Crazy Horse and The Bullets                                         | 3:37 |
| 合計時間: | 合計時間:                 | 合計時間: | 33:37      | |      |

## メンバー
- ニール・ヤング - ギター、ハーモニカ、ヴォーカル

制作スタッフ
- デヴィッド・ブリッグス - プロデューサー、ミキシング
- リチャード・カプラン - エンジニアリング
- ジョン・ハンロン - ポストプロダクション
- クリス・ベルマン - マスタリング